# Kurt Berthold
Kurt Berthold (* 10. August 1902; † 13. Juli 1977 in Nürnberg) war ein deutscher Fechtmeister und Vorsitzender des Verbandes der Fechtmeister.

## Leben
Kurt Berthold begann mit 17 Jahren die Ausbildung zum Fechtmeister bei Fechtmeister Fehn in Erlangen und assistierte in den folgenden Jahren unter anderem in Dresden, Berlin und Budapest. 1935 legte er in Jena die Prüfung für akademische Waffen, 1937 in Heidelberg für Sportwaffen ab. 1947 nahm er in Erlangen den Unterricht wieder auf und war von 1951 bis 1953 Leiter des Universitätssportamtes. Weil er die Aufgabe des Schlägerfechtens verweigerte, wurde ihm dieses Amt wieder entzogen. Er richtete darauf einen eigenen Fechtboden in Nürnberg ein.
Berthold war maßgeblich an der Entwicklung der elektronischen Trefferanzeigegeräte für Florett und Degen beteiligt. 1950 setzte er in der Fachgruppe Fechten im bayerischen Sportlehrerverband die Freigabe des Schlägerfechtens durch. Als anlässlich der deutschen Fechtmeisterschaften in Mainz 1951 der Verband der Fechtmeister wiedergegründet wurde, wurde Berthold zum ersten Vorsitzenden gewählt. Er versah dieses Amt bis 1973.